# Comuna Lozna, Hmilnîk
Lozna (în ucraineană Лозна) este o comună în raionul Hmilnîk, regiunea Vinnița, Ucraina, formată din satele Hutorî-Krîvoșîiinețki, Lozna (reședința) și Proletar.

## Demografie
Componența lingvistică a satului Lozna
     Ucraineană (99,2%)
     Alte limbi (0,8%)
Conform recensământului din 2001, majoritatea populației satului Lozna era vorbitoare de ucraineană (99,2%), existând în minoritate și vorbitori de alte limbi.